# Jupiter LXVI
Jupiter LXVI, ban đầu được gọi là S/2017 J 5, là một vệ tinh tự nhiên bên ngoài của Sao Mộc. Nó được phát hiện bởi Scott S. Sheppard và cộng sự của anh ấy vào năm 2017, nhưng phải đến ngày 17 tháng 7 năm 2018 mới được công bố thông qua Minor Planet Electronic Circular từ  Minor Planet Center. Nó có đường kính khoảng 2 km và quay quanh quỹ đạo ở bán trục chính khoảng 23.232.000 km với độ nghiêng trong khoảng 164,3°. Nó thuộc nhóm Carme.